# Schleifmaschine

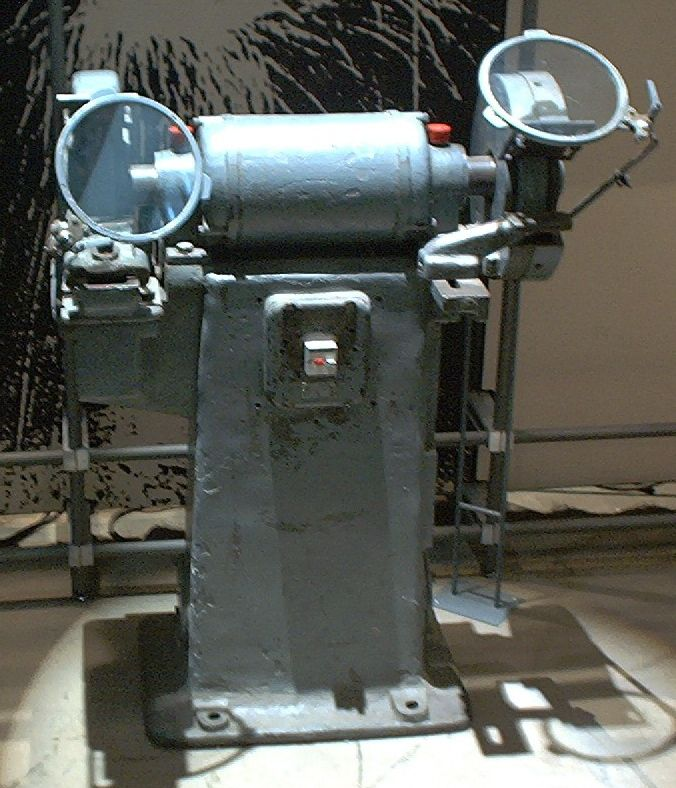
Werkzeugschleifmaschine

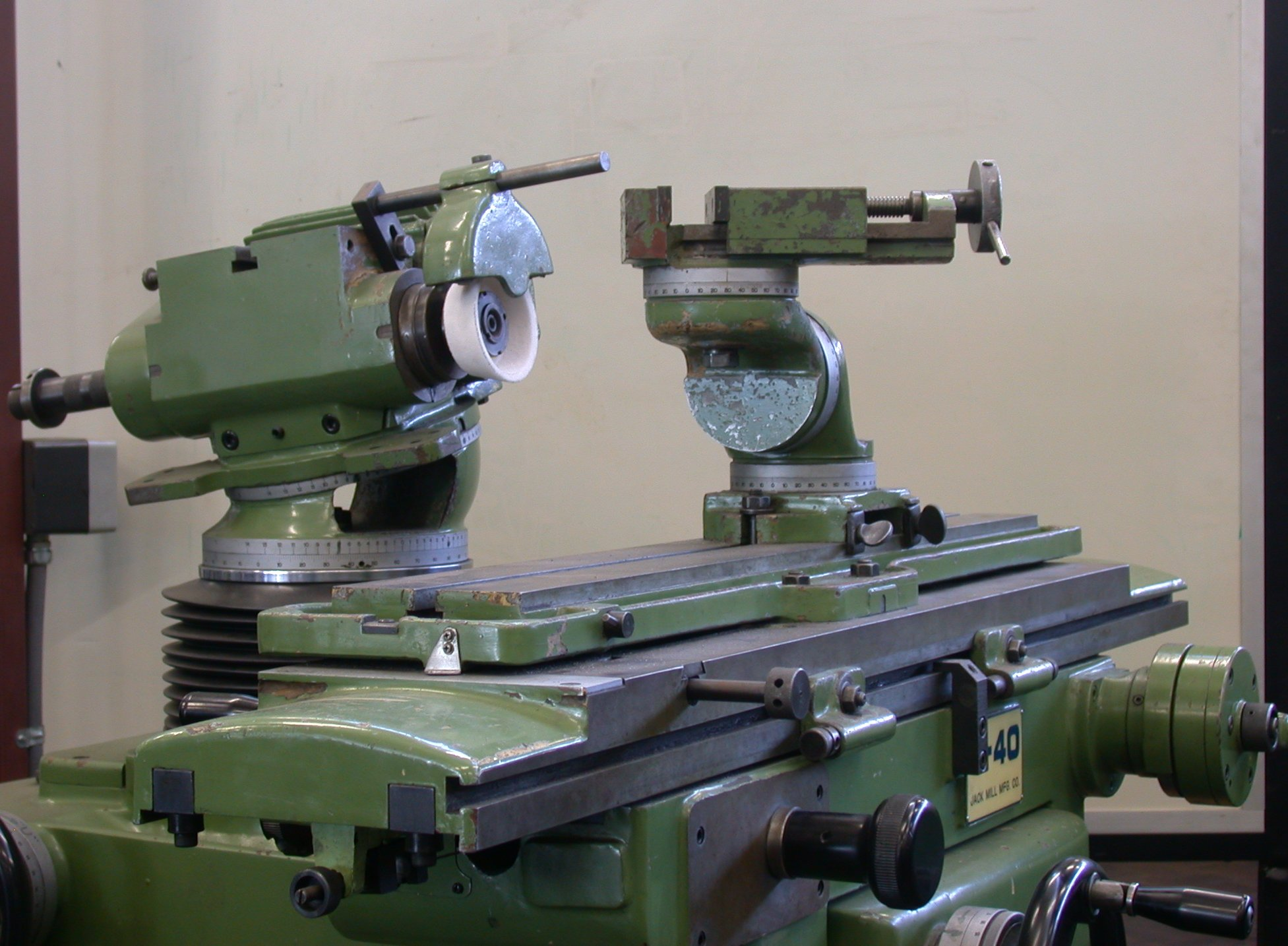
Mechanische Werkzeugschleifmaschine

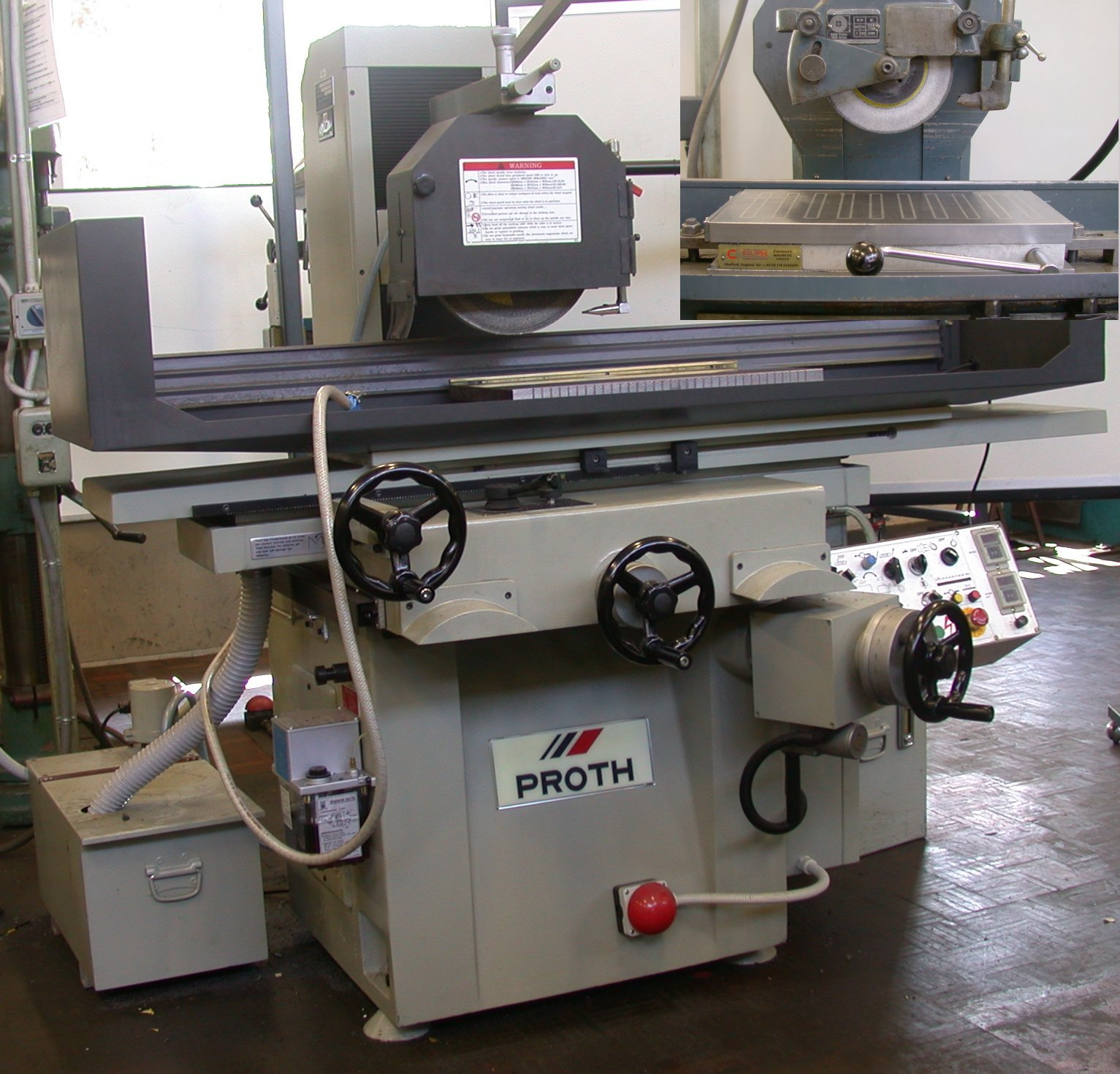
Flachschleifmaschine

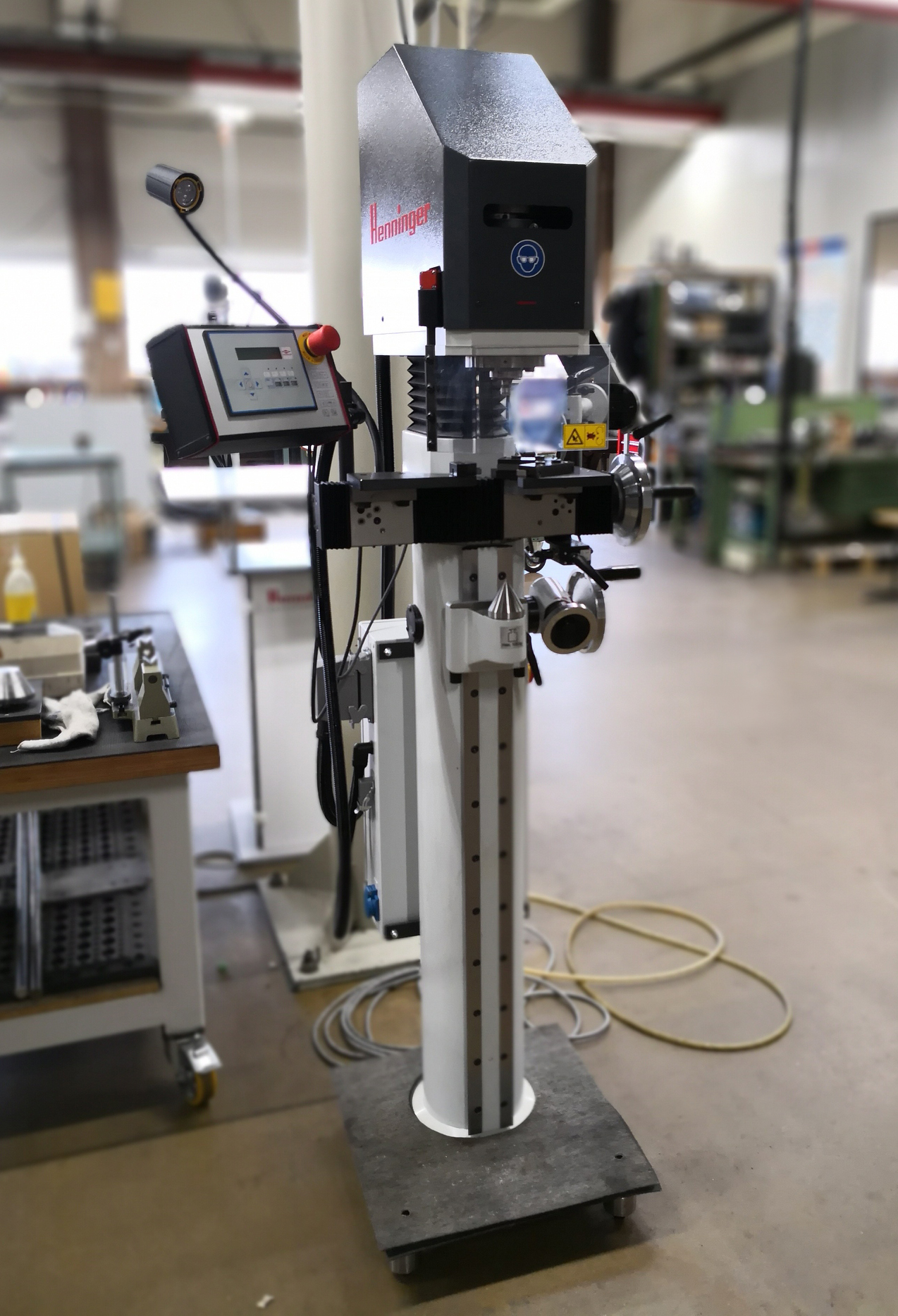
Zentrumschleifmaschine

Schleifmaschinen sind ursprünglich mittels Hand oder Fuß angetriebene Werkzeuge zum Glätten von Oberflächen oder zum Entfernen von Beschichtungen auf Oberflächen. Später bekamen die Maschinen einen Dampfantrieb. In der heutigen Zeit werden sie zumeist mit elektrischer Energie oder mit Druckluft betrieben. 
Je nach Material – Holz, Beton, Naturstein, Glas, Metall oder Kunststoff – und dessen Härte werden Schleifscheiben aus unterschiedlichen Trägern und mit Schleifmitteln nach Einsatzgebiet eingesetzt. 
Es gibt handgeführte Maschinen wie:
- Bandschleifer und Varioschleifer
- Winkelschleifer
- Schwingschleifer (auch Exzenterschleifer und Deltaschleifer)
- Tellerschleifer
- Steinhandschleifmaschine

Für den Einsatz in Industrie und Handwerk sind folgende Maschinen im Einsatz:
- Schleifbock
- Einscheiben-Schleifmaschinen
- Dreischeiben-Schleifmaschinen
- Bandschleifmaschinen
- Breitbandschleifmaschinen (werden in der Holzbearbeitung eingesetzt und besitzen ein umlaufendes Schleifband)
- Langbandschleifmaschinen
- Kantenschleifmaschinen (werden für den Kantenschliff von Holzwerkstücken verwendet)
- Wandschleifmaschinen
- Flachschleifmaschinen (Schleifen ebener Flächen)
- Rundschleifmaschinen (Bearbeiten zylindrischer Werkstücke oder zum Ausschleifen von Hohlkörpern)
- Zentrumschleifmaschinen
- Gewindeschleifmaschinen
- Zahnradschleifmaschinen
- Profilschleifmaschinen
- Trennschleifmaschinen (Trennen von Stangen und Rohren)
- Koordinatenschleifmaschinen
- Spindelschleifmaschinen
- Vielspindelschleifmaschinen
- Steinschleifmaschinen
- Statorschleifmaschinen (z. B. zum Schleifen von Turbinengehäusen)
- Werkzeugschleifmaschinen. Diese werden meist vollautomatisch betrieben. Sie werden eingesetzt zum Schärfen von Bohrern, Messerklingen, Fräswerkzeugen und Drehmeißeln ausgeführt.

Die höchste Form der Automatisierung ist die Schleifmaschine mit Messsteuerung, wobei in regelmäßigen Abständen gemessen und der Schleifprozess daraufhin angepasst wird. Das Messen kann scanned oder punktuell erfolgen. Zudem wird der Schleifkörper beim Schleifen gebürstet und gedreht.

## Sicherheit
Bei gewerblich eingesetzten Schleifmaschinen in Deutschland ist eine jährliche Sicherheitsüberprüfung nach Unfallverhütungsvorschriften (nach Richtlinien der Berufsgenossenschaften) in Verbindung mit den VDE-Vorschriften vorgeschrieben.
Das Tragen einer Schutzbrille bei der gewerblichen Bedienung ist Voraussetzung ordnungsgemäßen Betriebs.